# Tachylit

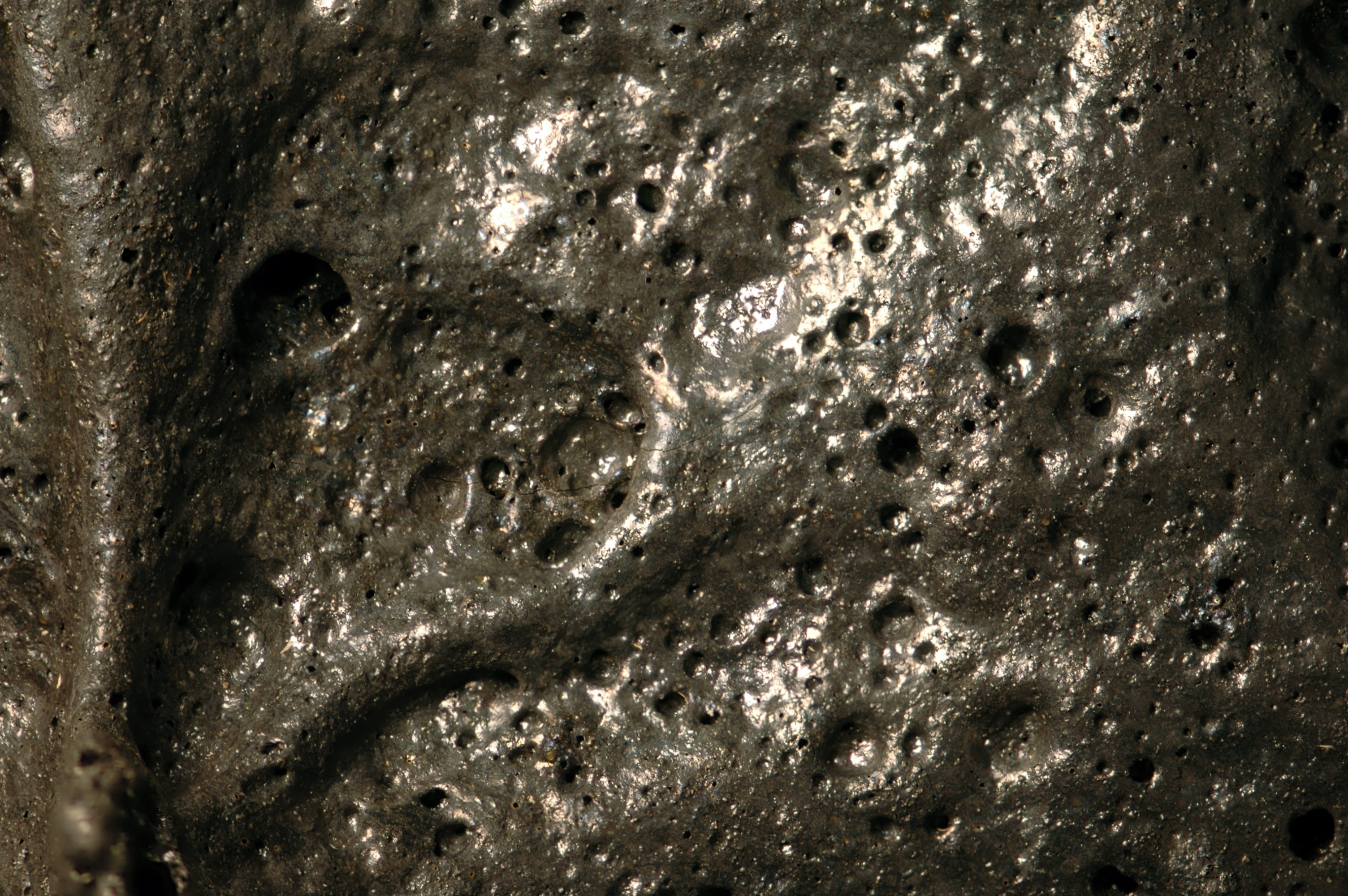
Tachylit z wulkanu Kīlauea na Hawajach

Tachylit (z gr. ταχύς 'szybki' i λίθος 'kamień') – nieprzezroczyste szkliwo wulkaniczne powstające dzięki zachodzącemu w przyrodzie szybkiemu schładzaniu  stopionego bazaltu.  Wygląd: barwa czarna lub ciemnobrązowa, tłusty połysk. Struktura porowata, duża ilość pęcherzyków pogazowych o różnej wielkości (0,5 – 5 mm) i różnych kształtach (zaokrąglonych, wydłużonych i nieregularnych). Trwałość niska, kruchy i rozpuszczalny w kwasach. 